# Молодіжна збірна Гаїті з футболу
Молодіжна збірна Гаїті з футболу — національна молодіжна футбольна збірна Гаїті, що складається із гравців віком до 20 років. Вважається основним джерелом кадрів для підсилення складу основної збірної Гаїті. Керівництво командою здійснює Гаїтянська футбольна федерація.
Команда має право участі у молодіжних чемпіонатах світу та молодіжних чемпіонатах КОНКАКАФ, а також може брати участь у товариських і регіональних змаганнях.

## Франкофонські ігри
| Франкофонські ігри | Франкофонські ігри | Франкофонські ігри | Франкофонські ігри | Франкофонські ігри | Франкофонські ігри | Франкофонські ігри | Франкофонські ігри | Франкофонські ігри | Франкофонські ігри |
| Рік                | Раунд              | І                  | В                  | Н                  | П                  | Г+                 | Г-                 |                    |                    |
| ------------------ | ------------------ | ------------------ | ------------------ | ------------------ | ------------------ | ------------------ | ------------------ | ------------------ | ------------------ |
| 1989–1997          | не брала участь    | не брала участь    | не брала участь    | не брала участь    | не брала участь    | не брала участь    | не брала участь    | не брала участь    |                    |
| 2001               | груповий етап      | 3                  | 0                  | 0                  | 3                  | 5                  | 8                  |                    |                    |
| 2005               | груповий етап      | 3                  | 0                  | 0                  | 3                  | 2                  | 8                  |                    |                    |
| 2009               | не брала участь    | не брала участь    | не брала участь    | не брала участь    | не брала участь    | не брала участь    | не брала участь    | не брала участь    |                    |
| 2013               | груповий етап      | 3                  | 1                  | 0                  | 2                  | 2                  | 6                  |                    |                    |
| 2017               | груповий етап      | 3                  | 0                  | 1                  | 2                  | 2                  | 4                  |                    |                    |
| Усього             | груповий етап      | 12                 | 1                  | 1                  | 10                 | 11                 | 26                 |                    |                    |